# IV. Anund svéd király
Anund Gårdske, vagy Orosz Anund, (igazi neve nem ismert) svéd király 1070-től, miután Halsten Stenkilsson megtagadta az áldozatot a ting előtt, és ezzel elűzték a svéd trónról.

## Élete
Alig áll ennél több adat rendelkezésre Anund Gårdske uralkodásáról. Feltételezhetőleg sosem érkezett Uppsalába a korona átvételére. Majdnem bizton állítható, hogy az uppsalai ősi királycsalád tagja volt, azaz Erik Segersäll családjának tagja. Az is tudható róla, hogy orosz területről származott. 
1075-ben a nyugati gautók (Västergötland lakói) elfogadták Vörös Haakont királyukként, aki Svédország többi területén már kb. 1070 óta uralkodott. 
Az Anund Gårdske név jelentése Gårdarikei Anund, feltételezhető azonban, hogy ez nem az uralkodó igazi neve volt. Sokan I. Ingével azonosítják.

## Fordítás
- Ez a szócikk részben vagy egészben  az   Anund Gårdske című svéd Wikipédia-szócikk ezen változatának fordításán alapul.  Az eredeti cikk szerkesztőit annak laptörténete sorolja fel. Ez a jelzés csupán a megfogalmazás eredetét és a szerzői jogokat jelzi, nem szolgál a cikkben szereplő információk forrásmegjelöléseként.

## Külső hivatkozások
- Bengans historiasidor (svéd nyelven). Wadbring.com